# Dirhinus variocelli
Dirhinus variocelli är en stekelart som beskrevs av Girault 1926. Dirhinus variocelli ingår i släktet Dirhinus och familjen bredlårsteklar. Inga underarter finns listade i Catalogue of Life.